# هوندا پرلود
هوندا پرلود (به انگلیسی: Honda Prelude) خودرویی است که در سال‌های ۱۹۷۸ تا ۲۰۰۱ در ژاپن تولید شده‌است. طراحی آن موتور جلو-محور جلو بوده است.

## نگارخانه

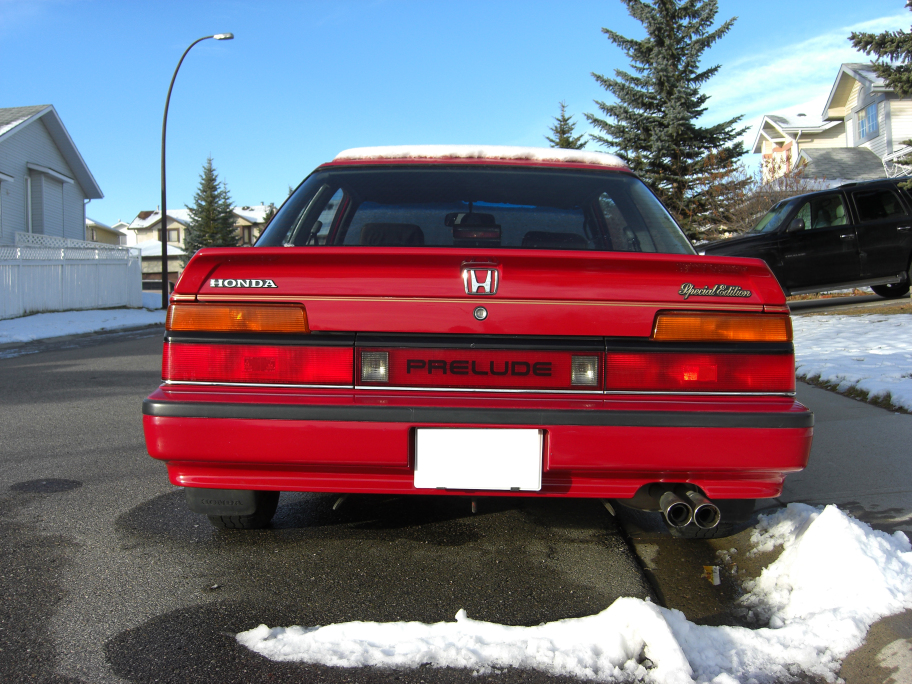
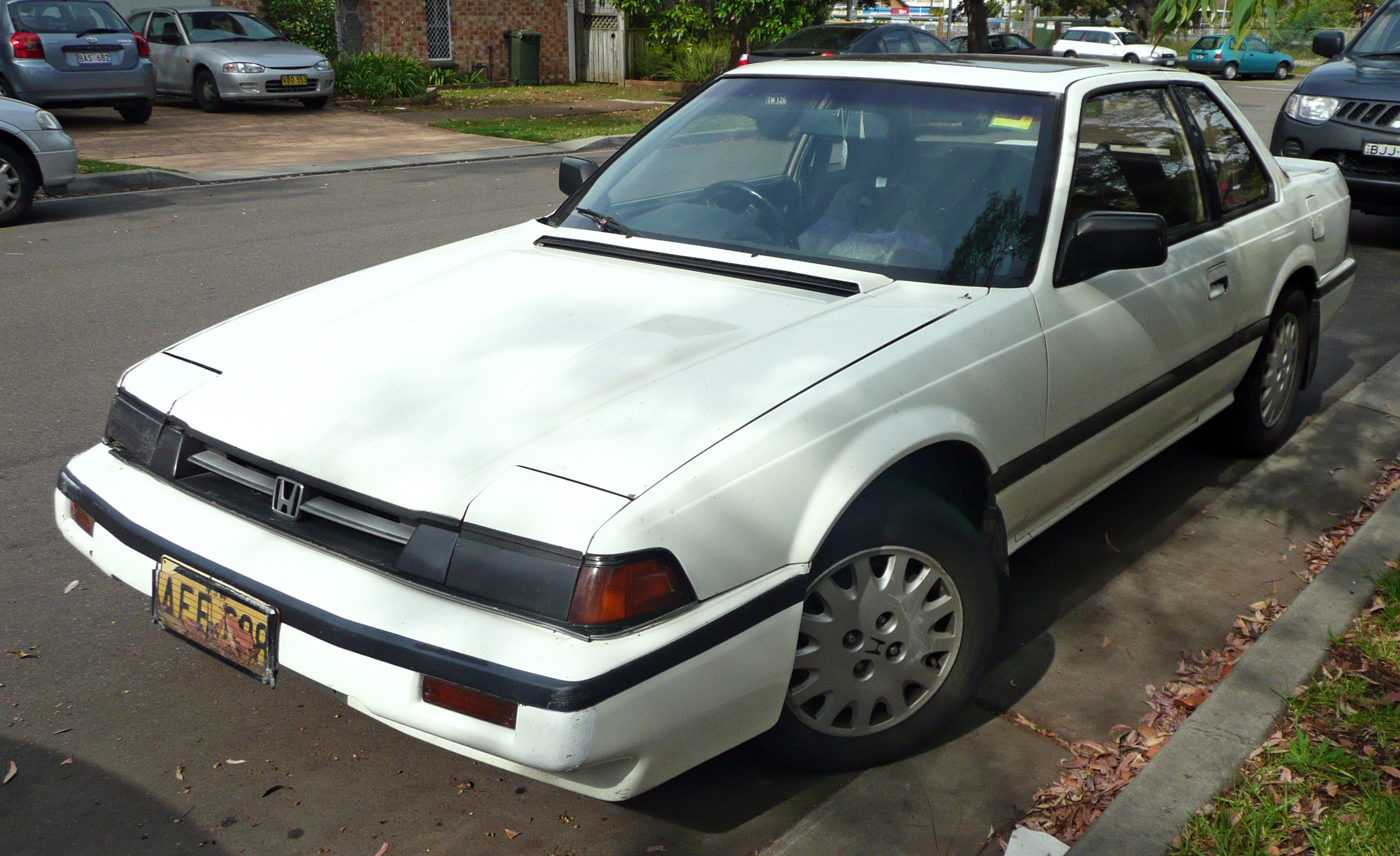
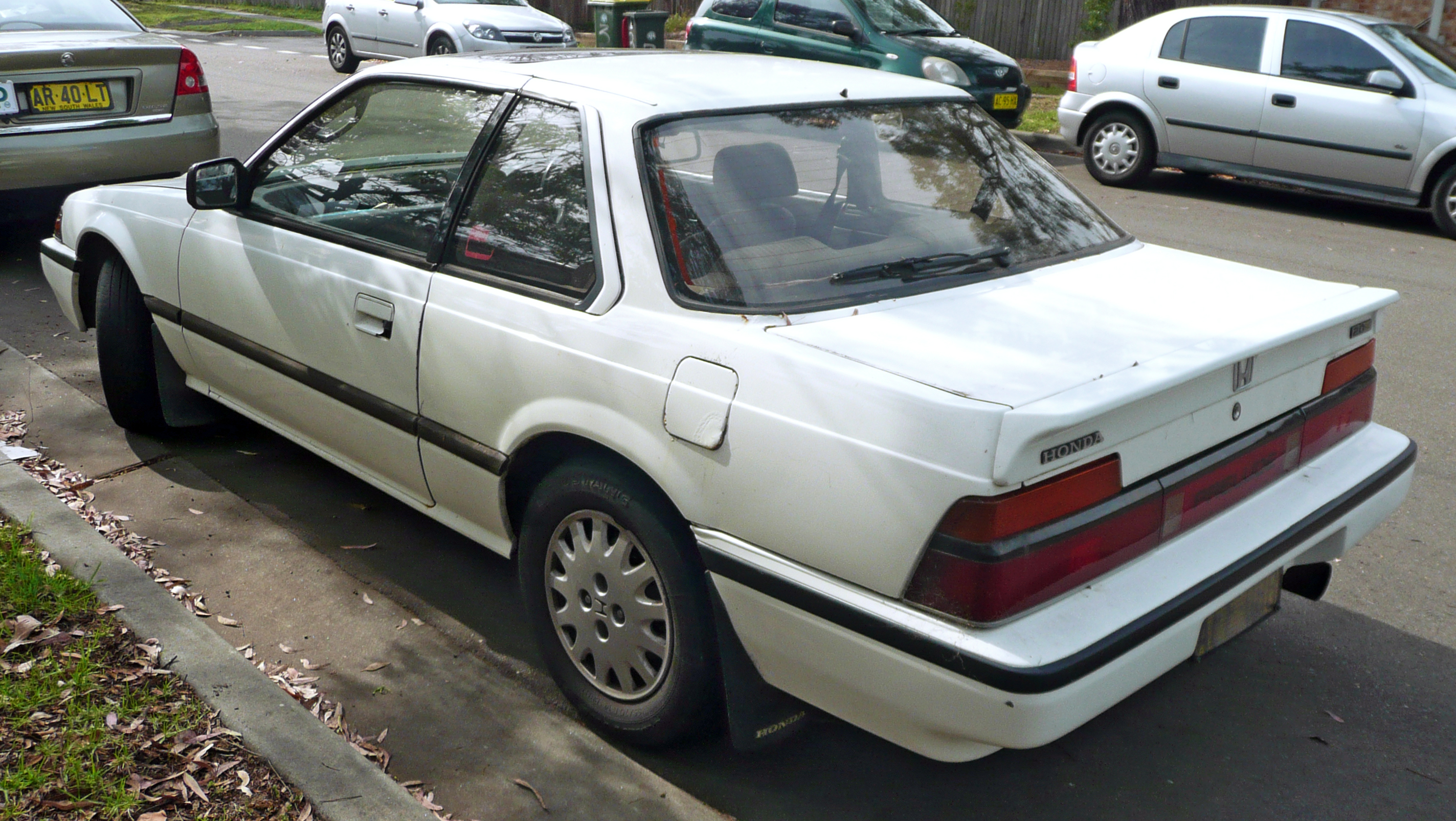